# Élection présidentielle syrienne de 2007
Une élection présidentielle, sous forme de référendum au suffrage universel, s'est tenue en Syrie le 27 mai 2007 afin de confirmer le mandat du président Bachar el-Assad après que le Conseil du peuple avait décidé de planifier une nouvelle élection le 10 mai. Les opposants au régime, qui ont invité les citoyens à ne pas voter et à rester chez eux, considèrent que l'élection a été truquée[réf. nécessaire].
Selon la Constitution syrienne, le Parti Baas dirige l'État, et le président doit en être un membre. Le Front national progressiste, qui est une coalition politique dirigée par le Parti Baas, désigne un candidat au parlement, le Conseil du peuple. Le candidat doit être approuvé par au moins deux tiers des membres avant de procéder à l'étape suivante qui est un référendum général dans lequel un candidat doit obtenir au moins 51 % des voix pour se présenter.

## Résultats
Le ministre de l'intérieur, Bassam Abdel Majeed a publié les résultats du scrutin. Bachar el-Assad a obtenu 97,62 % des voix,. Il déclare à la suite de sa victoire électorale : « Ce grand consensus montre la maturité politique de la Syrie et l'éclat de notre démocratie » tandis que le ministère a affirmé que la participation des électeurs était « énorme ».
| Option                                               | Votes      | %     |
| ---------------------------------------------------- | ---------- | ----- |
| Oui                                                  | 11 199 445 | 97,62 |
| Non                                                  | 19 653     | 0,17  |
| Invalides                                            | 253 059    | 2,21  |
| Total (participation 95,86 %) (11 967 611 éligibles) | 11 472 157 | 100,0 |
| [réf. souhaitée]                                     |            |       |

## Réaction des États-Unis
Tom Casey, porte-parole adjoint du département d'État des États-Unis, déclare : « [Je] pense que c'est assez difficile de suggérer que tout type d'élection peut être libre, équitable et crédible lorsque vous avez seulement un candidat, et que le candidat reçoit environ 98 pour cent des voix. Regardez, clairement, il n'y avait pas de véritable choix ici pour le peuple syrien ... [je] suis sûr que le président Assad se prélasse dans l'éclat de sa capacité à avoir vaincu les autres candidats et à continuer sa mauvaise gestion de la Syrie. »